# Gino Fano
Gino Fano (Mantova, 5 gennaio 1871 – Verona, 8 novembre 1952) è stato un matematico italiano.

## Biografia
Nacque in una famiglia benestante ebrea di Mantova, iscritto nei registri della comunità ebraica di Mantova con il nome di Gino Angelo Moise, primo figlio di Prospero Ugo e di Angelica Fano.  Il padre Ugo, patriota e garibaldino in gioventù, volendo che il figlio Gino entrasse nell'Esercito del nuovo stato unitario italiano, gli fece frequentare il collegio militare di Milano che però abbandonò, diciassettenne, nel 1888, per iscriversi al Politecnico di Torino. Passato alla Facoltà di Scienze dell'Università di Torino, si laureò in Matematica nel 1892, sotto la guida di Corrado Segre, con una tesi sulla geometria iperspaziale. 
Trascorso un anno di perfezionamento a Gottinga con Felix Klein, rientrò in Italia e a Roma, dal 1894 al 1898, è assistente di Guido Castelnuovo, quindi, dal 1899, insegna geometria analitica all'Università di Messina fino al 1901, quando passa alla stessa cattedra dell'Università di Torino. 
Nel 1911 sposa Rosetta Cassin da cui nacquero Ugo e Roberto, poi docenti negli USA.
Nel 1938, per via delle persecuzioni antiebraiche, lasciò l'Italia per trasferirsi in Svizzera dove continuò a insegnare. Dopo la fine della II guerra mondiale, si recò più volte negli USA. 
Fra le sue opere, Lezioni di geometria descrittiva (1914), Lezioni di geometria analitica e proiettiva (1930) e Geometria non euclidea. Introduzione geometrica alla teoria della relatività (1935).
Fra i maggiori rappresentanti della Scuola italiana di geometria algebrica, coadiuvò Giuseppe Peano nella redazione del Formulario mathematico.
A lui si deve, tra l'altro, il cosiddetto piano di Fano, il più piccolo esempio di piano proiettivo, contenente 7 punti e 7 rette, con 3 punti su ogni retta e ciascun punto attraversato da 3 rette.

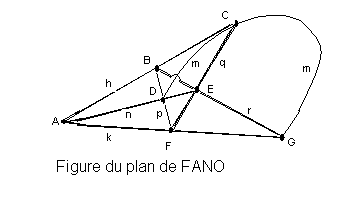
Piano di Fano